# لاوفرسوایلر
لاوفرسوایلر (به آلمانی: Laufersweiler) یک شهر در آلمان است که در راین-هونسروک واقع شده‌است. لاوفرسوایلر ۸۵۵ نفر جمعیت دارد.